# 20 złotych 100. rocznica przyznania Nagrody Nobla Marii Skłodowskiej-Curie w dziedzinie chemii
20 złotych 100. rocznica przyznania Nagrody Nobla Marii Skłodowskiej-Curie w dziedzinie chemii – polski banknot kolekcjonerski o nominale dwudziestu złotych, wprowadzony do obiegu 25 listopada 2011 roku, zarządzeniem z 15 listopada 2011 r.

## Awers
Na awersie umieszczono wizerunek Marii Skłodowskiej-Curie oraz budynek Sorbony.

## Rewers
Na rewersie został ukazany Instytut Radowy w Warszawie, a obok medal Nagrody Nobla. W środkowej części widnieje cytat noblistki:

Rad wykryłam, lecz nie stworzyłam,

 więc nie należy do mnie,

 a jest własnością całej ludzkości.

i jej odręczny podpis.

## Nakład
Polska Wytwórnia Papierów Wartościowych wydrukowała 60 000 banknotów, o wymiarach 138 × 69 mm, wg projektu Agnieszki Próchniak.

## Opis
Jest to 5. banknot kolekcjonerski wydany przez PWPW i upamiętnia 100. rocznicę przyznania Nagrody Nobla Marii Skłodowskiej-Curie w dziedzinie chemii.

## Zabezpieczenia
Banknot ma zabezpieczenia takie jak:
- farba zmienna optycznie w zależności od kąta patrzenia
- mikrodruk
- nitka zabezpieczająca
- oznaczenie dla niewidomych
- recto-verso
- znak UV
- znak wodny